# Robert Mieszała
Robert Mieszała (ur. 17 września 1973 w Jeleniej Górze) – polski saneczkarz, olimpijczyk z Nagano 1998. Rozpoczął studia na AWF w Krakowie, lecz nie ukończył 1 roku.
W trakcie kariery sportowej reprezentował klub MKS Karkonosze Jelenia Góra.
Uczestnik mistrzostw świata w dwójce (partnerem był Piotr Orsłowski). Polska osada zajęła 9. miejsce.
Na igrzyskach w Nagano wystartował w dwójkach (partnerem był Piotr Orsłowski). Polska osada zajęła 15. miejsce.